# El Cucaracha
Mariano Gavín Suñén, apodado el Cucaracha (Alcubierre, Huesca, 1838 - Lanaja, Huesca, 28 de febrero de 1875), fue un famoso bandolero aragonés. Actuó en los Monegros durante la segunda mitad del siglo XIX.

## Biografía
Hijo de Manuel Nicolás Gavín Ariño y de Ignacia Suñén, nació en Alcubierre, en 1838. A la muerte de Ignacia, el padre se volverá a casar con Joaquina Campo, con la que tendría un hijo, llamado Mariano Gavín Campo. Creció en Alcubierre, en los Monegros, zona extremadamente árida y que en el siglo XIX era muy pobre. Se casó el 26 de marzo de 1861 con Jobita Amador.
Es realmente poco lo que se sabe con certeza de este personaje. Para algunos es el Robin Hood aragonés, que robaba a los ricos para dárselo a los pobres; para otros no era más que un asaltacaminos y extorsionador. Al igual que otros bandoleros de la época, se dedicaba al asalto, robo, extorsión y secuestro. Su fama la consiguió por escapar durante muchos años a la persecución de la Guardia Civil, llegándose a acuñar la expresión «ser más vivo que Cucaracha». Asimismo, su apodo proviene de su forma de vestir, siempre de negro de los pies a la cabeza como una cucaracha. 
El Cucaracha encabezaba una banda que formó con los también bandoleros Antonio Sampériz, "el Cerrudo"; José Bernad, "el Herrero de Osso"; Melchor Colomer, "el Molinero de Belver"; y José Solanilla, "el Guarnicionero de Alcolea". Todos murieron el 28 de febrero de 1875 en una paridera de Lanaja, donde la Guardia Civil los emboscó y acribilló a tiros. El cuerpo del Cucaracha, en cuyos bolsillos encontraron una petición de indulto al rey, fue expuesto en este último pueblo para público escarmiento.

## Leyendas
Existen varias leyendas en torno al personaje, en las que se ejemplifica su ayuda a los pobres.
En La Puebla cuentan que el Cucaracha mató las dos viejas y flacas mulas del tío Ramulla y luego le dio dinero para que comprara otras. Más tarde volvió a comprobar que las había comprado, se dirigió al tratante de mulas y le robo el dinero que el tío Ramulla había pagado por las mulas.
Otra de Castejón cuenta que al preguntarle a un niño si llevaba dinero, este le contestó que la madre solo le daba tres pesetas porque el Cucaracha se las robaría si llevaba más. El Cucaracha le dio dinero y le respondió: «Dile a la puta de tu madre que Cucaracha no roba a los pobres».
Su muerte también está envuelta en leyendas que dicen que el farmacéutico lo envenenó o que secuaces de la Guardia Civil añadieron algo al vino de la banda y que fue eso lo que permitió que lo emboscaran.
Estas leyendas inspiraron a Paco Paricio para realizar la historieta El Bandido Cucaracha, que publicó en 1995.